# Megijima
Megijima (jap. 女木島), auch unter dem Spitznamen Onigashima (鬼ケ島) bekannt, ist eine japanische Insel in der Seto-Inlandsee. Administrativ gehört sie zur Stadt Takamatsu und Präfektur Kagawa.

## Geographie

### Lage und Topographie
Megijima liegt etwa 4 km nördlich der auf Shikoku gelegenen Stadt Takamatsu. Nordöstlich von Megijima und der Kamoga-Meerenge befindet sich die kleinere Insel Ogijima (男木島). Zusammen bilden sie die Shiyū-Inseln (雌雄島). Megijima hat eine langgestreckte Form in südwestlicher bis nordöstlicher Richtung. Die Fläche der Insel beträgt 2,67 km² bei einem Umfang von 7,8 km. Die höchste Erhebung ist der am südlichen Ende gelegene Takatoyama (タカト山) mit einer Höhe von 216 m. Weiter Richtung Mitte der Insel liegen der Zukkō (ズッコウ) mit 153 m und der Washigamine (鷲ヶ峰) mit 187 m.
Die Insel ist Teil des 1934 gegründeten Setonaikai-Nationalparks.

### Demographie
Im Jahr 2020 betrug die Einwohnerzahl 125 und war damit deutlich rückläufig gegenüber 277 Einwohnern im Jahr 1995.
| Jahr          | 1995 | 2000 | 2005 | 2010 | 2015 | 2020 |
| ------------- | ---- | ---- | ---- | ---- | ---- | ---- |
| Einwohnerzahl | 277  | 244  | 212  | 174  | 136  | 125  |

## Kultur
Auf der Insel befindet sich am Washigamine die Onigashima-Höhle, die 1914 von einem Historiker aus der Stadt Kinashi entdeckt wurde. Sie soll von Menschen um 100 v. Chr. geschaffen worden sein und weist eine Fläche von etwa 4000 m² auf. Sie ist für Besucher gegen Eintritt zugänglich und wird aufgrund ihrer Größe als die Höhle des Oni (eine japanische Art Oger oder Dämon) aus der Legende von Momotarō bezeichnet. Die gesamt Insel heißt daher auch Onigashima („Insel des/der Oni“) und an vielen Stellen, insbesondere in und um die Höhle, befinden sich große Onifiguren. Säulenartige Basaltformation am Ausgang der Höhle sind als Naturdenkmal ausgewiesen.
Auf dem Gipfel des Washigamine befindet sich auch eine Aussichtsplattform. Um diese blüht im Frühjahr die japanische Kirsche.
Südlich des Gipfels in der Mitte der Insel befindet sich der Maruyama-Grabhügel, der vermutlich aus dem 5. Jahrhundert stammt. Er weist einen Durchmesser von etwa 15 m auf. Im Inneren des kastenförmigen Sarkophags wurden Schwerter, herzförmige Ohrringe aus Gold und kommaförmige Perlen gefunden.
Noch weiter südlich auf dem Gipfel des Zukkō befindet sich eine sitzende Statue von Nichiren, einem buddhistischen Mönch und Gelehrten. Sie stammt ursprünglich aus Fushimi und wurde 1937 nach Megijima verlegt. Eine weitere auffällige Statue ist eine nachgeahmte Moai-Statue in der Nähe des Hafens. Die Steinstatue hat eine Größe von 3,9 m und ein Gewicht von elf Tonnen, ähnlich der meisten Originale auf der Osterinsel. Sie wurde 1996 der Stadt Takamatsu gespendet, da ein aus der Stadt stammender Kranhersteller in den 90er Jahren die Moai-Statuen auf der Osterinsel restaurierte, und wurde im Folgejahr nach Megijima gebracht. Auffällig sind am Hafen auch große Steinmauern, die „Ōte“ genannt werden. Sie wurden auf der Insel seit jeher gebaut, um das Dorf vor dem im Winter herrschenden starken Otoshi-Wind zu schützen.
Megijima nimmt alle drei Jahre an der Setouchi Triennale teil, einem Kunstfestival.
Ein Shintō-Schrein der Insel ist der Sumiyoshi-Schrein, der aus der Muromachi-Zeit stammen soll. Kami des Schreins ist der Gott des Meeres.
Im Norden der Insel befindet sich ein Campingplatz. Zudem gibt es einen mit sanitären Anlagen ausgestatteten Badestrand.

## Verkehr
Zwischen dem Megi-Hafen im Osten der Insel und dem Hafen von Takamatsu verkehren regelmäßig Fähren. Die Überfahrt dauert etwa 20 Minuten. Die Fähre fährt zudem zur Nachbarinsel Ogijima. Vom Megi-Hafen gibt es einen Anschlussbus an die Fähre, der Touristen in zehn Minuten zur Onigashima-Höhle fährt.

## Galerie

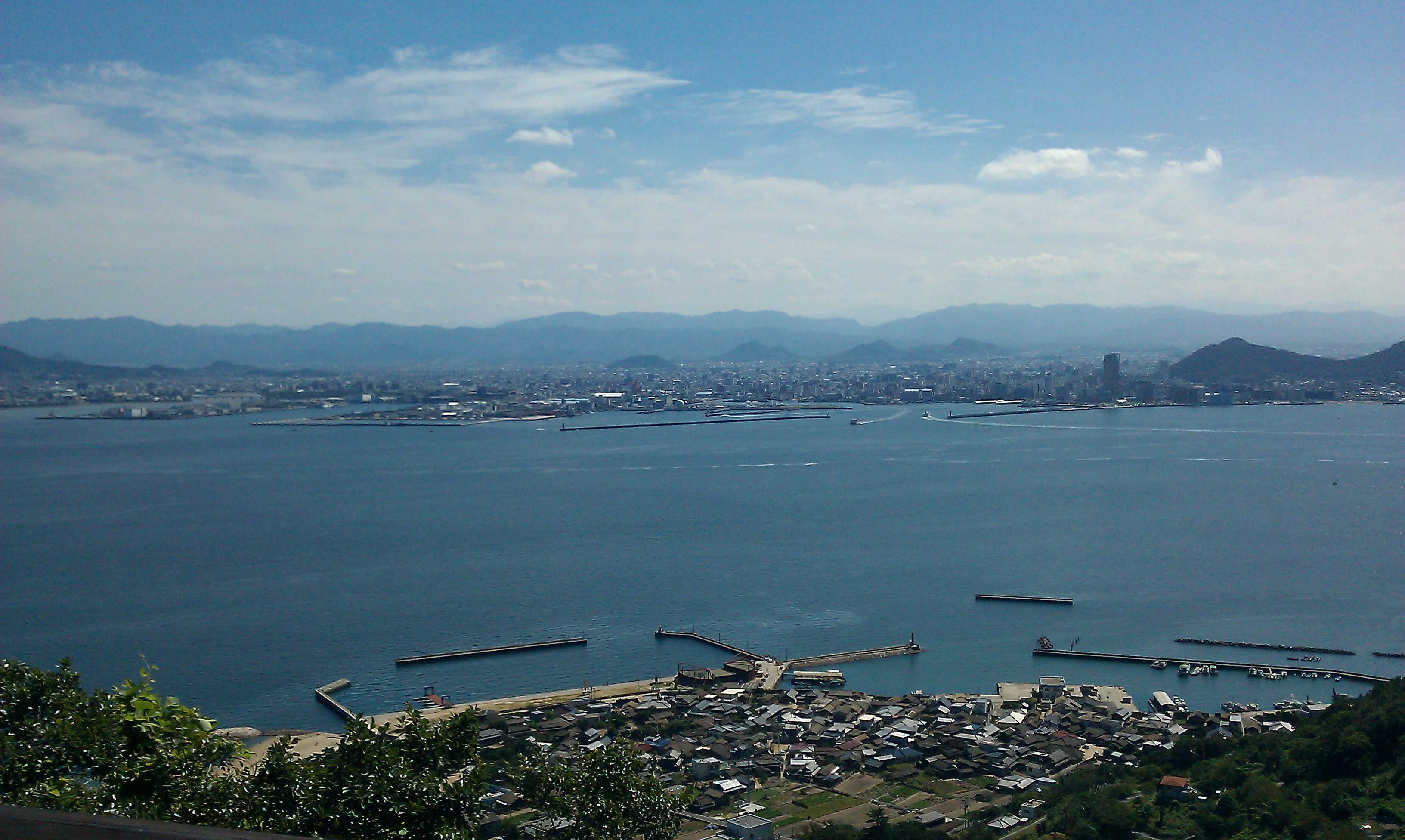
Blick von Megijima gen Takamatsu (2011)
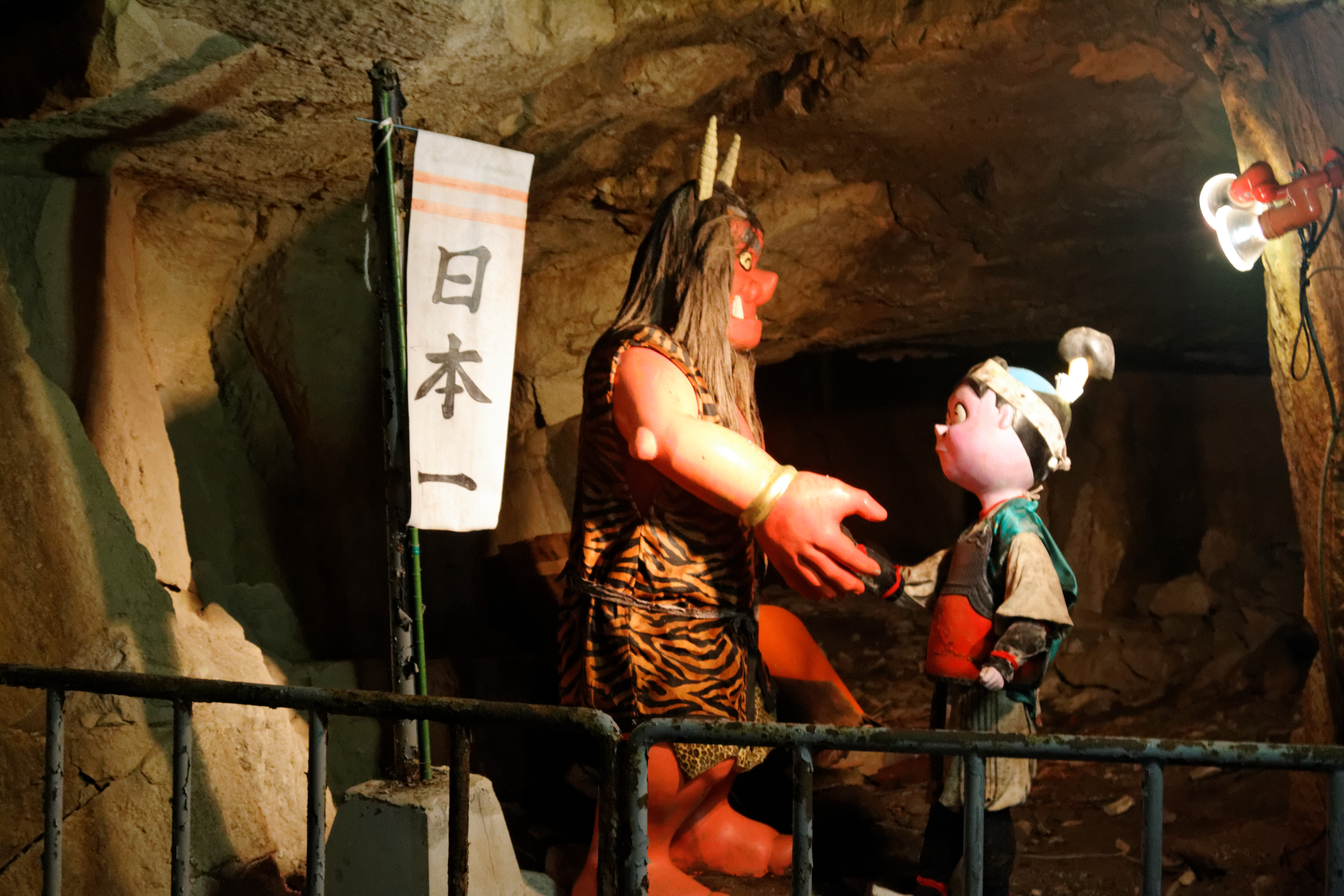
Oni- und Momotarōfigur in der Onigashima-Höhle
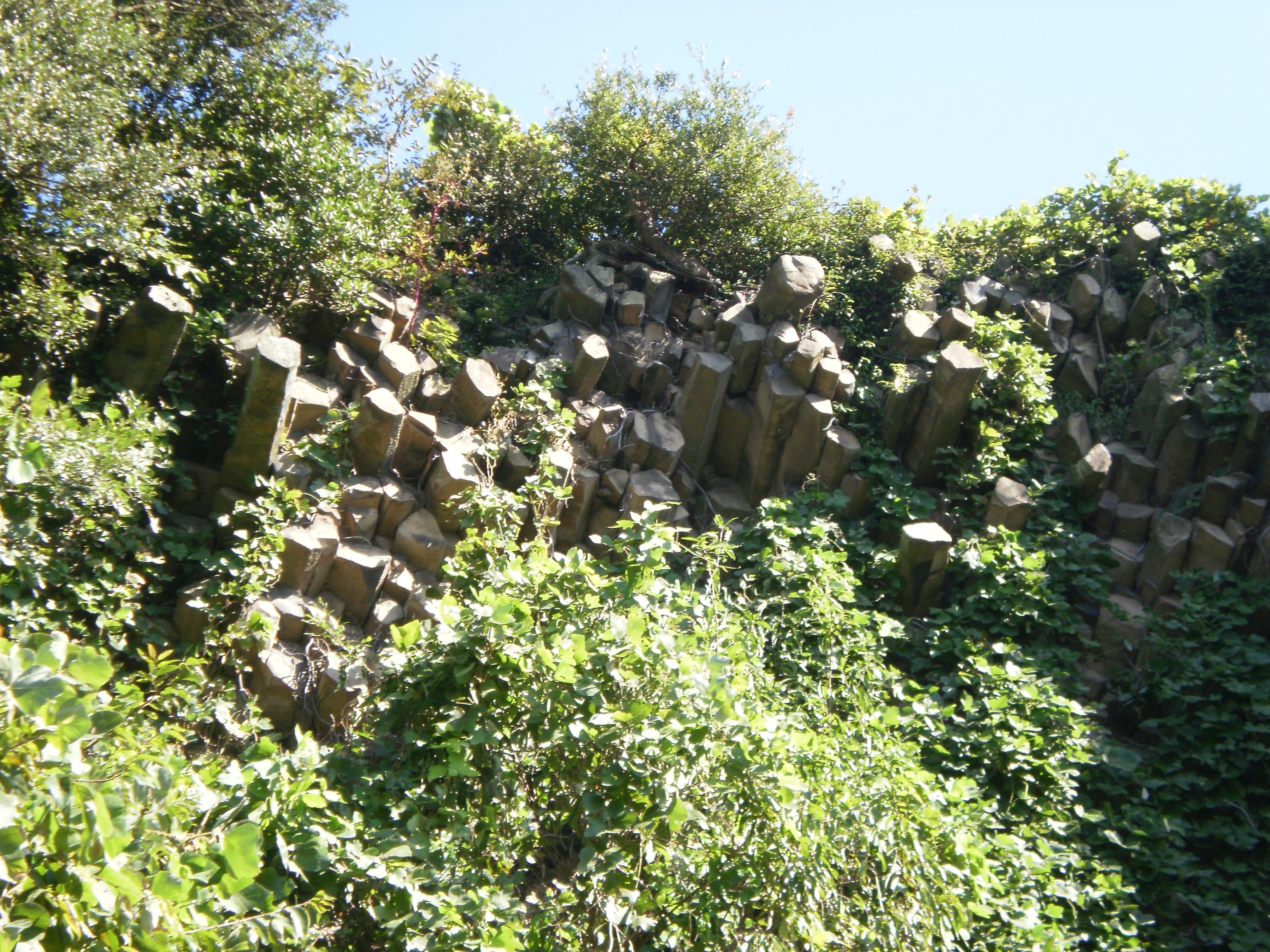
Als Naturdenkmal ausgewiesene Basaltsäulen
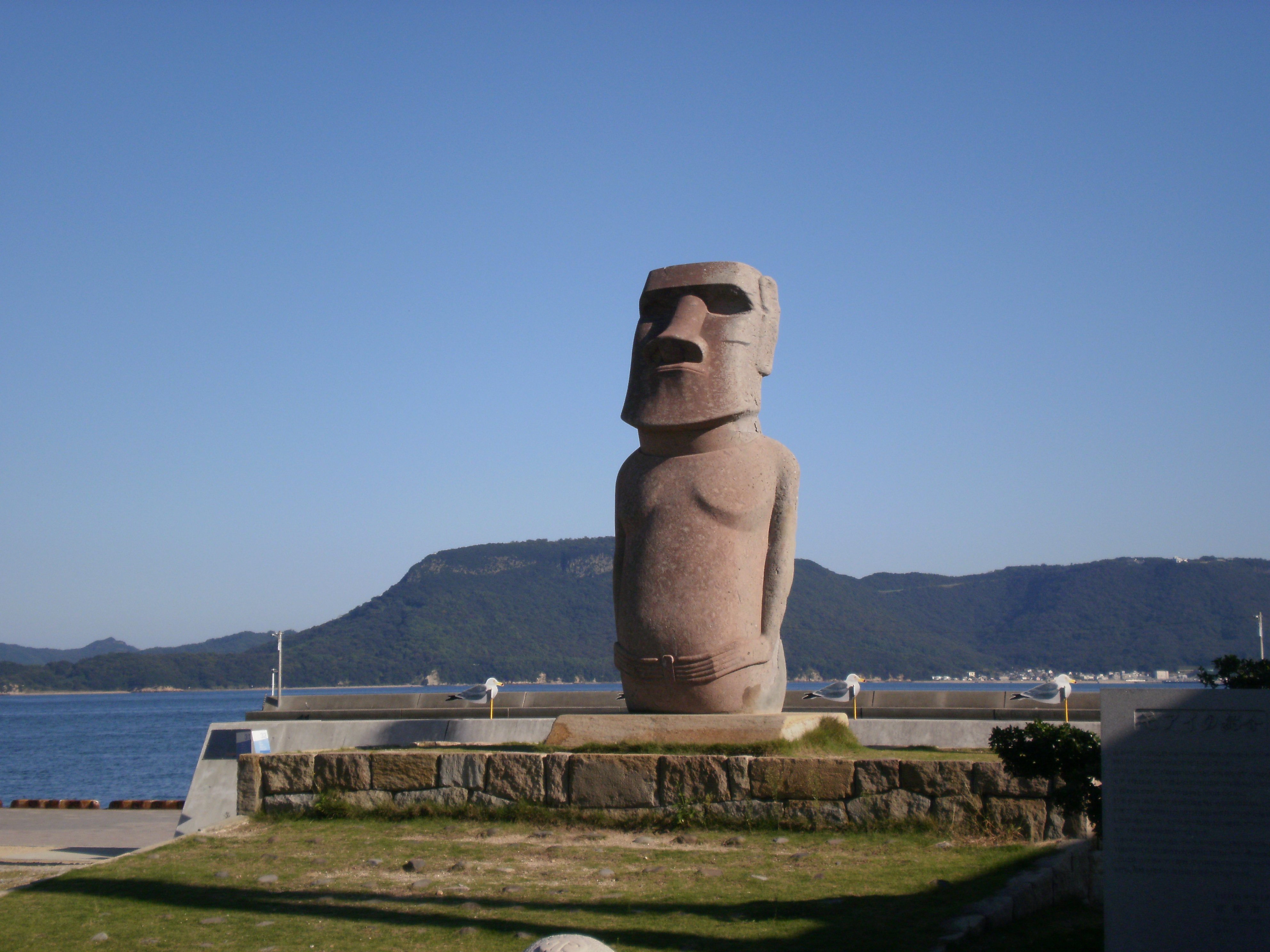
Moai-Statue
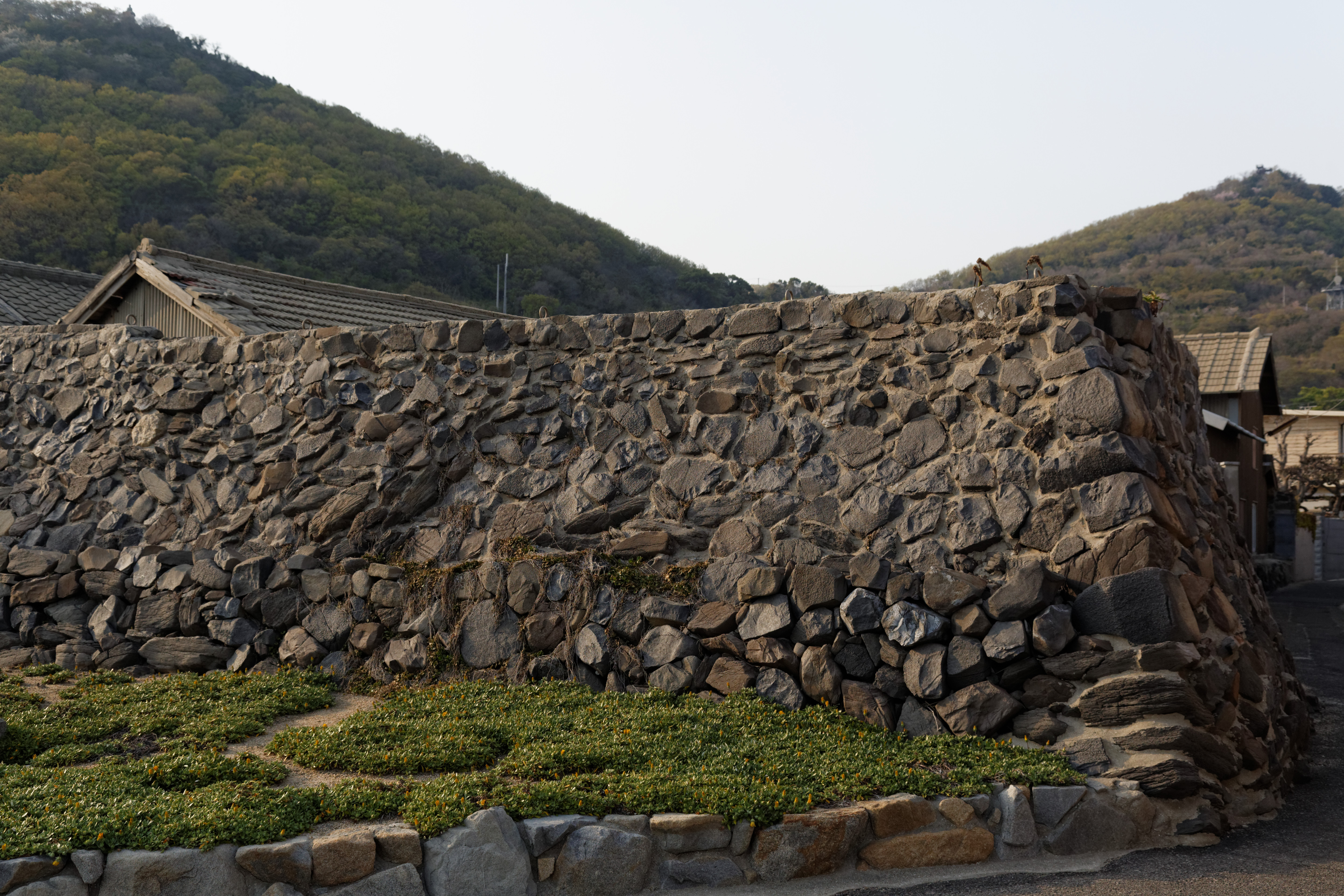
Als Windschutz dienende Steinmauer
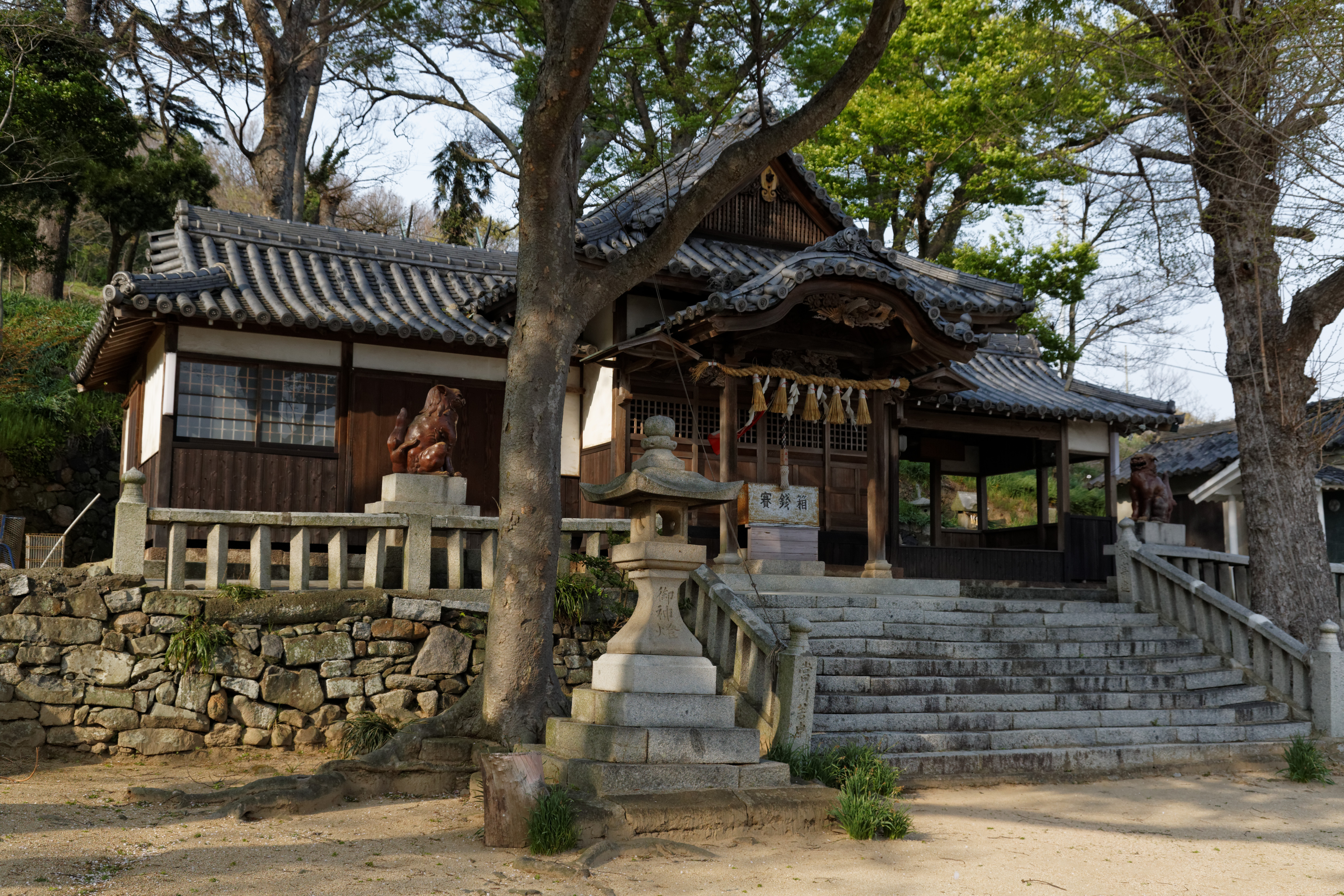
Sumiyoshi-Schrein
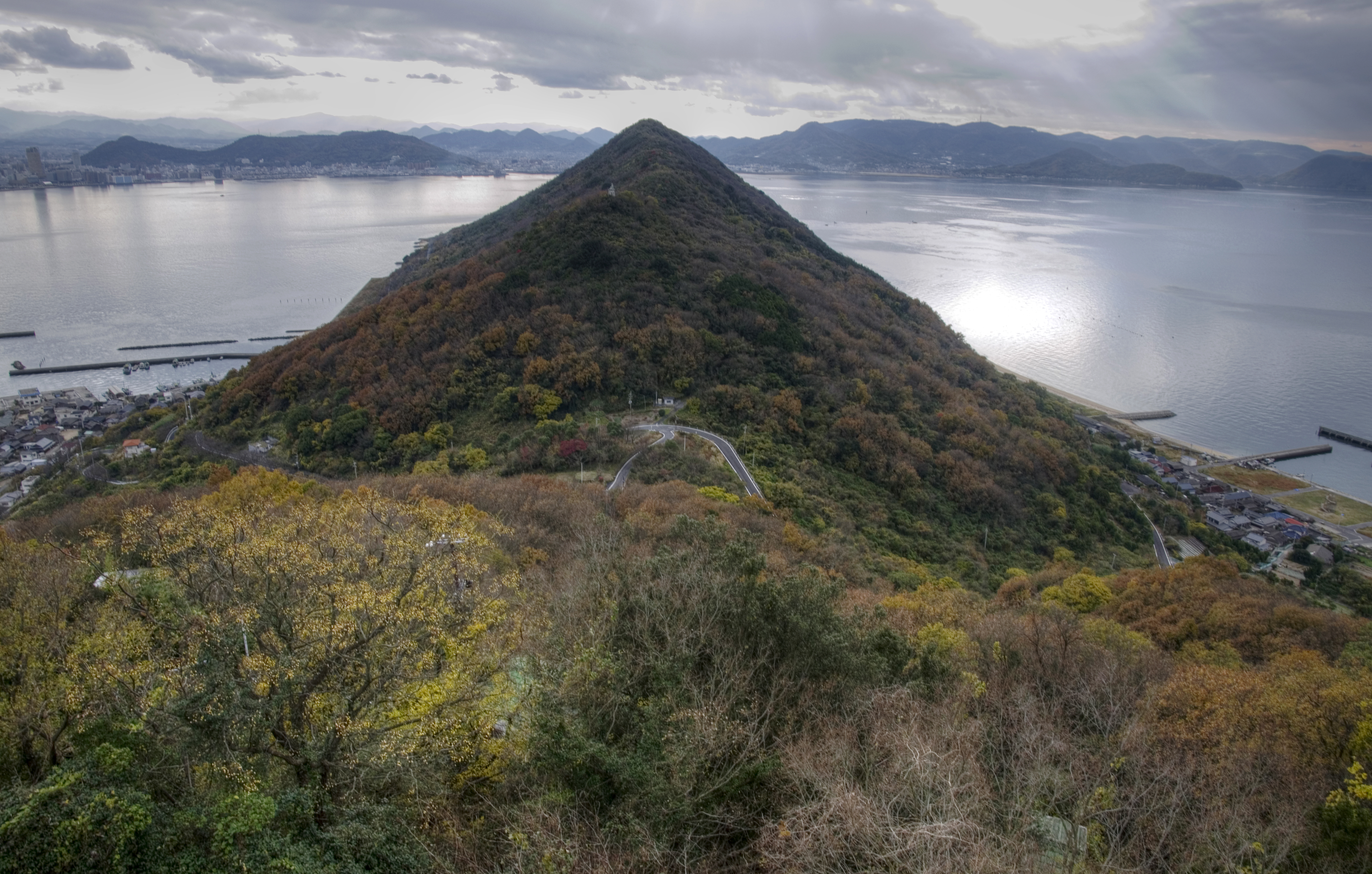
Takatoyama